# George Comstock
George Cary Comstock, född 12 februari 1855 i Madison, Wisconsin, USA, död 11 maj 1934 i Madison, Wisconsin, var en amerikansk astronom och pedagog, som blev direktör för Washburnobservatoriet 1887. Han var den som föreslog den "effektiva våglängden" som färgindex för stjärnorna.

## Biografi
Comstock var äldsta barnet till Charles Henry Comstock och Mercy Bronson. År 1877 blev han filosofie doktor vid University of Michigan efter att ha studerat matematik och astronomi. 
Den 12 juni 1894 gifte han sig med Esther Cecile Everett, och paret fick en dotter, Mary Cecelia Comstock Carey.
Comstock dog i Madison den 11 maj 1934 och begravdes på Forest Hill Cemetery.

## Karriär och vetenskapligt arbete
Under ett par år efter examen arbetade han för US Lake Survey och sedan med ett förbättringsprojekt vid Mississippifloden, innan han började på Washburn Observatory som biträdande direktör 1879. Som karriärförsäkring studerade han under sina lediga stunder juridik och antogs till Wisconsin Bar 1883 efter examen från Wisconsin Law School. Han skulle dock aldrig komma att utöva advokatyrket.
Comstock utnämndes till professor vid Ohio State University 1887, där han undervisade i matematik och astronomi och tog över direktörskapet för Washburn Observatory. Han hjälpte till att organisera American Astronomical Society 1897 och tjänstgjorde först som sekreterare och senare som vice ordförande. Han invaldes i National Academy of Sciences 1899. År 1904 utsågs han till första ordförande för University of Wisconsin forskarskola och blev senare dekanus och innehade denna position fram till 1920 och gick sedan i pension 1922 som professor emeritus i astronomi. År 1925 blev han ordförande för American Astronomical Society.
Under sin karriär skrev han flera läroböcker och publicerade artiklar i vetenskapliga tidskrifter. Hans bror Louis blev styrelseordförande i New York Title Insurance Company.

## Eftermäle
Månkratern Comstock på månens baksida är uppkallad efter honom.